# Mare putere

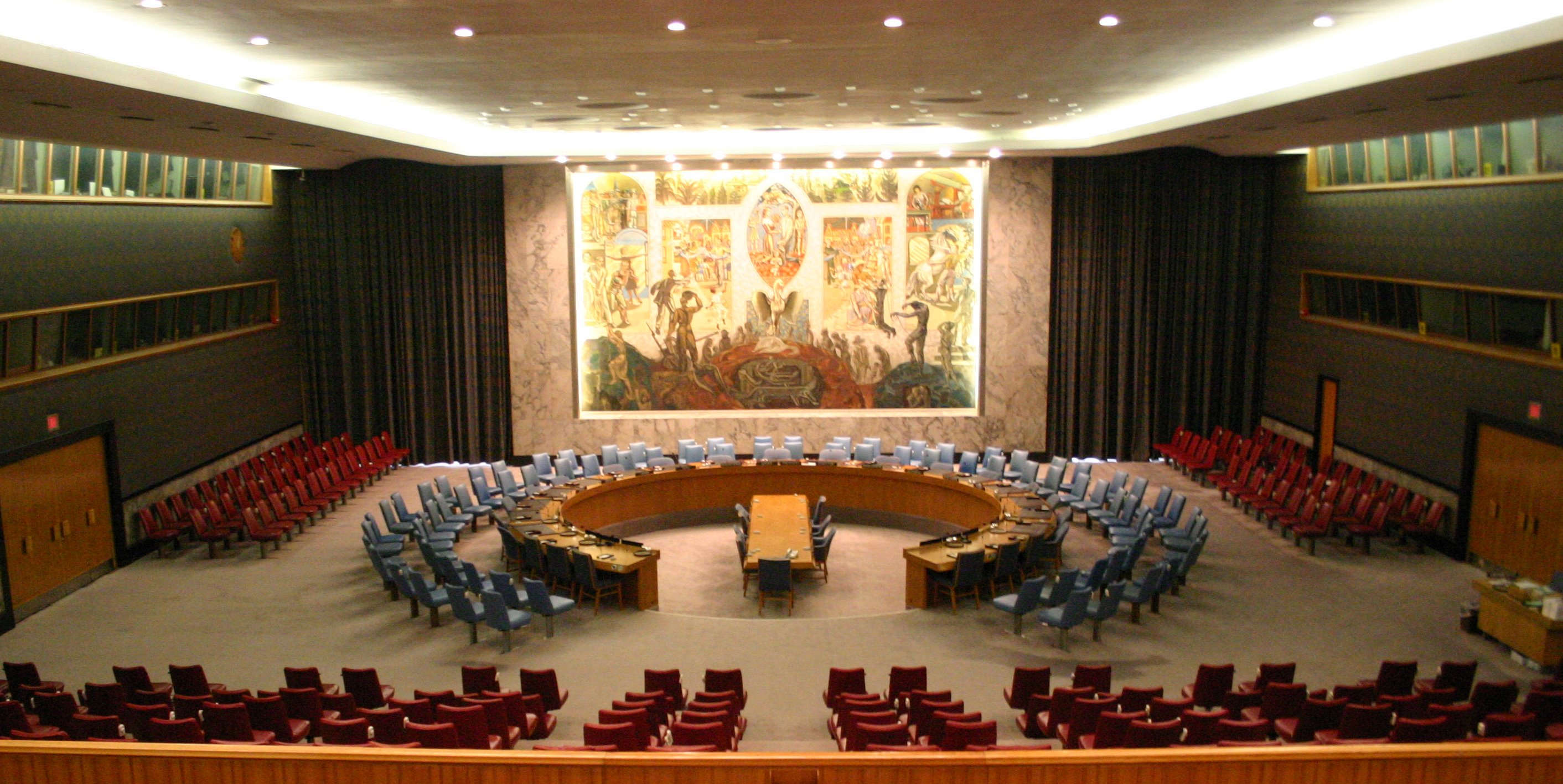
Consiliul de securitate al Organizației Națiunilor Unite

O mare putere este o națiune sau un stat care are capacitatea să-și exercite influența la scară globală. Marile puteri au întotdeauna o mare putere economică, militară, diplomatică și culturală, ceea ce impune națiunilor mai mici să ia în considerație opțiunile marilor puteri mai înainte de a lua propriile hotărâri. 
Statutul de mare putere este recunoscut de cele mai multe ori prin participarea la conferințe precum cea de la Viena sau la structuri internaționale precum Consiliul de Securitate al ONU. 
Termen de „mare putere” a fost folosit pentru prima oară pentru denumirea celor mai importante națiuni ale Europei din perioada postnapoleoniene. De atunci, balanța internațională a puterii s-a modificat de mai multe ori, în mod special în timpul celor două conflagrații mondiale. Lista marilor puteri este în continuă schimbare, iar criteriile după care este întocmită această listă sunt subiect de dezbatere (sunt subiective] . 